# كورتي (إيران)
كورتي هي قرية في مقاطعة خوي، إيران. عدد سكان هذه القرية هو 863 في سنة 2006.